# レオ・ハワード
レオ・ハワード（Leo Howard、1997年7月13日 - ）は、アメリカ合衆国の俳優。

## 出演作品
- とび蹴りアチョ〜ズ
- コナン・ザ・バーバリアン（コナン・子供時代）
- ショーツ　魔法の石大作戦
- フリーキッシュ 絶望都市
- アンドロン：ザ・ブラック・ラビリンス